# Пірати (фільм, 1999)
«Пірати» (італ. Caraibi) — чотирисерійний пригодницький фільм італійського режисера Ламберто Бава. Прем'єра фільму відбулася 3 січня 1999 року в Німеччині.

## Зміст
Дія фільму розпочинається поблизу Мілану у 1640 році. Брати-близнюки Ферранте і Іпполіто Альбріцці закохалися в Лівію Корнеро, що була дочкою їхнього ворога маркіза Корнеро, який претендує на землі родини Альбріцці. У результаті сімейних війн за розподіл землі, Іпполіто ненавмисно вбиває Лівію. Цей нещасний випадок на багато років розлучив Ферранте і Іпполіто. Їхні шляхи зустрінуться знову через багато років, тепер один з них є відомим піратом, а інший командир флотилії, яка полює на нього.

## У ролях
- Ніколас Роджерс — Ферранте Альбріцці (капітан Злий Рок)
- Паоло Сеганті — Іпполіто Альбріцці (Александр Дюбуа)
- Анна Фалькі — Лівія Корнеро (лицар Аурігемма)
- Падма Лакшмі — Малінке
- Дженніфер Нітч — Ізабелла
- Маріо Адорф — Хвіст Диявола
- Ремо Джіроне — маркіз Корнеро
- Франческо Казале — «Пройдисвіт»

## Інше
Зустрічається ще одна україномовна назва фільму «Пірати карибського моря: Хвіст диявола»